# Маргарита Гонзага (1562—1618)
Маргари́та Гонза́га (итал. Margherita Gonzaga; 1561, Рим, Папская область — 14 июня 1628, Гвасталла, герцогство Гвасталла) — принцесса из ветви Гвасталла дома Гонзага, дочь Чезаре I, герцога Гвасталлы. Третья супруга кондотьера Веспазиано I, герцога Саббьонеты.

## Биография

### Происхождение
Маргарита Гонзага родилась в Риме в 1561 году и была старшей дочерью Чезаре I, 1-го герцога Гвасталлы, 2-го принца Мольфетты из дома Гонзага–Гвасталла, и миланской аристократки Камиллы Борромео из дома Борромео, графов Ароны. По отцовской линии принцесса приходилась внучкой Ферранте I, 1-у графу Гвасталлы, 1-у принцу Мольфетты, и неаполитанской аристократке Изабелле ди Капуя из дома Капуя, герцогов Термоли. По материнской линии была внучкой Джиберто Борромео, графа Ароны, и миланской аристократки Маргариты Медичи из дома Медичи-ди-Нозиджа. Дядей принцессы по материнской линии был святой Карло Борромео.

### Брак

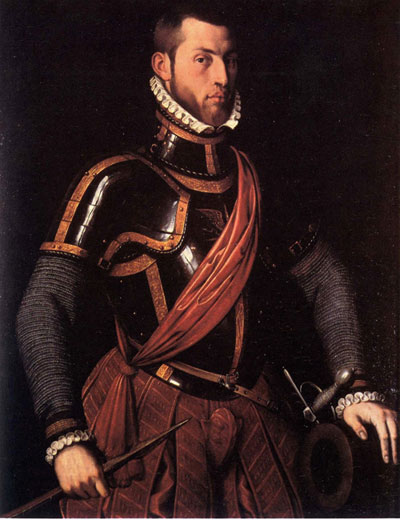
Портрет герцога Веспазиано I кисти Мора (XVI век). Пинакотека во дворце Вольпи, Комо

В 1581 году состоялась помолвка Маргариты с Веспазиано I, герцогом Саббьонеты и маркграфом Остиано из дома Гонзага–Саббьонета. Мать принцессы, Камилла Борромео, в то время вдовствующая герцогиня Гвасталлы, исполнявшая обязанности регента при несовершеннолетнем сыне, подписала  за неё с представителями герцога брачный контракт. Двадцатилетняя невеста выразила устное согласие выйти замуж за пятидесятилетнего жениха.
Для Веспазиано это был третий брак. Он дважды вдовел: первую жену герцог убил за измену; его вторая супруга умерла при невыясненных обстоятельствах — ходили слухи, что он уморил её голодом. От второй жены у Веспазиано были дети — сын и дочь. Но в 1580 году Луиджи — наследник герцога, умер. Поэтому он решил снова жениться, чтобы продолжить династию.
Церемония бракосочетания состоялась перед Великим постом 1582 года. 6 мая того же года Маргарита прибыла в Саббьонету. Веспазиано устроил молодой супруге торжественный приём. Согласно другим источникам церемония бракосочетания состоялась в день её прибытия в Саббьонету. В приданое за принцессой были даны пятьдесят тысяч золотых дукатов и семейные драгоценности.
Третий брак не оправдал надежд кондотьера. Веспазиано был болен сифилисом и, не надеясь, что Маргарита родит ему сына, ждал рождения внука-наследника от дочери Изабеллы, в замужестве принцессы Стильяно.

### Вдовство
27 февраля 1591 года, после нескольких дней агонии, Веспазиано умер в своих покоях в большом герцогском дворце в Саббьонете. 4 марта, после похорон мужа, Маргарита сообщила о его смерти Винченцо I, герцогу Мантуи и Монферрато. По желанию вдовствующей герцогини в тот же день (по другим источникам 5 или 8 марта) в герцогском дворце в присутствии придворных было вскрыто и прочитано вслух завещание Веспазиано, в котором своей единственной наследницей он называл дочь. Своей вдове герцог возвращал приданое и завещал драгоценности, подаренные им за время их совместной жизни. Веспазиано распорядился, чтобы его наследники ежегодно выплачивали Маргарите по две тысячи дукатов. За ней также сохранялся титул герцогини Саббьонеты и личный герб, включавший гербы её отца и покойного мужа.
10 мая 1591 года Маргарита переехала из Саббьонеты в Гаццуоло, а оттуда в Гвасталлу, где жила при дворе своего брата гвастальского герцога Ферранте II. Она занималась делами милосердия и покровительствовала местным капуцинам, которым помогла основать монастырь за стенами города. Вдовствующая герцогиня также жила во Вьядане, в построенном для неё дворце Гонзага. Маргарита умерла в Гвасталле или Вьядане 14 июля 1612 года. Её останки похоронили в церкви Святого Франциска при монастыре капуцинов в Гвасталле.

## В культуре
В настоящее время с Маргаритой Гонзага, герцогиней Саббьонеты атрибутируют два портрета. Один, ныне находящийся в частном собрании, ранее входил, в так называемое, собрание «прекрасных» и украшал стены «Райских покоев» мантуанского и монферратского герцога Винченцо I в герцогском дворце в Мантуе. Владелец другого портрета, также находящегося в частной коллекции, решил подарить его собранию того же герцогского дворца.